# Hanson (zespół muzyczny)
Hanson – amerykański zespół muzyczny pochodzący z Tulsy w Oklahomie, złożony z braci Isaaca, Taylora oraz Zaca Hansonów. Stali się popularni w 1997 roku dzięki hitowi „MMMBop” ze swojego debiutanckiego albumu Middle of Nowhere, który przyniósł im trzy nominacje do nagrody Grammy.

## Historia zespołu

### Informacje biograficzne
Clarke Isaac Hanson (ur. 17 listopada 1980), Jordan Taylor Hanson (ur. 14 marca 1983) i Zachary Walker Hanson (ur. 22 października 1985), synowie Clarke Walkera Hansona oraz Diany Hanson (z domu Lawyer) są pierwszym trojgiem dzieci tej pary. W skład ich rodzeństwa wchodzą także Jessica Grace (ur. 31 lipca 1988), Avery Laurel (ur. 5 listopada 1990), Joshua Mackenzie (ur. 7 stycznia 1994) oraz Zoë Genevieve (ur. 14 stycznia 1998).

### Wczesne lata: 1992–1996
Już w dzieciństwie Isaac, Taylor i Zac zaczęli nagrywać utwory a capella oraz piosenki, takie jak np. „Rockin' Robin”, „Splish Splash” czy „Johnny B. Goode”, jak również własny materiał. Ich pierwszy profesjonalny koncert miał miejsce w 1992 roku na Mayfest Arts Festival w Tulsa w Oklahomie.
Bracia Hanson wystąpili również w filmie Yo! Kidz: The Vidz, w którym Taylor zagrał biblijnego Dawida, walczącego z Goliatem, Isaac był narratorem, a inni członkowie rodziny, w tym Zac, byli wśród publiczności.
Wszyscy trzej bracia rozpoczęli swą edukację muzyczną od gry na fortepianie. Isaac wkrótce zmienił instrument na gitarę, Zac na perkusję, a Taylor pozostał przy instrumentach klawiszowych, mogli więc założyć garażowy zespół. Jako grupa nagrali w swoim rodzinnym mieście dwa niezależne albumy: Boomerang (nagrany jesienią 1994, wydany w 1995 r.) oraz 'MMMBop (wydany w 1996 r.). Na ostatnim znalazła się oryginalna wersja utworu „MMMBop”, który później stał się wielkim przebojem jako singiel z albumu komercyjnego, Middle of Nowhere.
Bracia wzięli udział w festiwalu muzycznym South By Southwest (SXSW) w Austin w Teksasie. Tam właśnie dostrzegł ich manager Christopher Sabec, który podpisał z nimi kontrakt. Polecił on zespół kilku wytwórniom płytowym, które nie zainteresowały się jednak ich muzyką. Jednakże Steve Greenberg, łowca talentów wytwórni Mercury Records, usłyszał braci podczas koncertu w czasie Kansas State Fair. Dzięki temu występowi podpisali oni kontrakt z Mercury Records. Wkrótce po wydaniu swojego pierwszego komercyjnego albumu, zatytułowanego Middle of Nowhere, wyprodukowanego przez Dust Brothers, stali się międzynarodowym fenomenem.

### Sukces komercyjny 1997–2000
Album Middle Of Nowhere wydany został w Stanach Zjednoczonych 6 maja 1997 r., sprzedając się w 10-milionowym nakładzie. Popularność Hansonów niezwykle wzrosła latem 1997 r. Wtedy też Mercury Records wydała pierwszy film dokumentalny na temat zespołu, zatytułowany Tulsa, Tokyo, and the Middle of Nowhere. Wkrótce bracia nagrali również album świąteczny, Snowed In. Dzień wydania Middle Of Nowhere, 6 maja, został przez gubernatora Oklahomy, Franka Keatinga, ogłoszony w Tulsie Dniem Hansonów.
W 1997 r. zespół zapoczątkował wydawanie magazynu dla fanów zatytułowanego MOE (Middle of Everywhere). Ukazało się 12 numerów pisma.
W 1998 r. zespół został nominowany do nagród Grammy w trzech kategoriach: Record of the Year, Best New Artist oraz Best Pop Performance by a Duo or Group with Vocal. Latem 1998 bracia Hanson rozpoczęli trasę koncertową Albertane Tour, składającą się z koncertów na wielu stadionach i arenach w Stanach Zjednoczonych, gromadzącą dzięki energetycznemu stylowi tłumy młodych ludzi. Jesienią tego roku wydali album koncertowy, Live From Albertane, jak również film dokumentalny, pt. The Road to Albertane.
Wzburzeni faktem, iż rozpowszechniano liczne nieautoryzowane biografie członków zespołu, bracia zwrócili się do przyjaciela, Jarroda Gollihare’a, by ten napisał ich oficjalną wersję, którą zatytułowano Hanson: The Official Book. Pozycja ta 1 lutego 1998 zajęła 9. miejsce na liście bestsellerów New York Times.

## Dyskografia
- Boomerang (1995)
- MMMBop (1996)
- Middle of Nowhere (1997) – złota płyta w Polsce[8]
- Snowed In (1997)
- 3 Car Garage (1998)
- Live from Albertane (1998)
- This Time Around (2000)
- Underneath Acoustic (2003)
- Underneath (2004)
- The Best of Hanson: Live & Electric (2005)
- MMMBop: The Collection (2005)
- 20th Century Masters – The Millennium Collection: The Best of Hanson (2006)
- The Walk (2007)
- Middle of Nowhere Acoustic (2007)
- Stand Up, Stand Up (2009)
- Shout It Out (2010)
- Anthem (2013)
- Finally It's Christmas (2017)
- String Theory (2018)
- Against the World (2021)
- Red Green Blue (2022)

## Trasy koncertowe
- Albertane Tour (1998)
- This Time Around Tour (2000)
- Underneath Acoustic Tour (2003)
- Underneath Tour (2004)
- Live and Electric Tour (2005)
- The Walk Tour (2007)
- The Walk Around The World Tour (2008)
- Use Your Sole Tour (2009)
- Shout It Out Tour (2010)
- The Musical Ride Tour (2011)
- Shout It Out World Tour (2011–2012)
- Anthem World Tour (2013–2014)
- Roots & Rock ’N’ Roll Tour (2015)
- Middle of Everywhere: 25th Anniversary Tour (2017)
- Finally, It's Christmas Tour (2017)
- String Theory Tour (2018)
- Red Green Blue Tour (2023)

## Filmografia
- Yo! Kidz: The Vidz (1994)
- The Weird Al Show – S01E06 (18 października 1997)
- Tulsa, Tokyo and the Middle of Nowhere (18 listopada 1997)
- The Road to Albertane (3 listopada 1998)
- Space Ghost Coast to Coast – S06E03 – Girl Hair (22 października 1999)
- Noah Knows Best (18 listopada 2000)
- At The Fillmore (24 kwietnia 2001)
- Frank McKlusky, C.I. (2002)
- Sabrina, nastoletnia czarownica (2002)
- Underneath Acoustic Live (27 lipca 2004)
- Strong Enough to Break (2006)
- Taking The Walk (2008)
- 5 of 5 (30 listopada 2010)
- Last Friday Night (T.G.I.F.) (- Katy Perry; gościnnie; teledysk) (2011)
- Re:Made in America (2013)

## Teledyski
- MMMBop (1997)
- Where's The Love (1997)
- I Will Come To You (1997)
- Weird (1997)
- River (1998)
- Gimme Some Luvin (1998) (wykorzystany w filmie Jack Frost)
- This Time Around (2000)
- If Only (2000)
- Save Me (2000)
- Penny & Me (2004)
- Carry You There (2009)
- Thinking 'Bout Something (2010)
- Get The Girl Back (2013)

- gościnnie: Katy Perry – Last Friday Night (T.G.I.F.) (2011)